# Goedkenite
La goedkenite (simbolo IMA: Goe) è un minerale molto raro del supergruppo della brackebuschite; appartiene alla famiglia dei "fosfati, arseniati e vanadati" e possiede composizione chimica Sr2Al(PO4)2(OH).
La goedkenite è l'analogo del fosfato (PO4) della grandaite.

## Etimologia e storia
La goedkenite prende il proprio nome nel 1975 a opera di Paul Brian Moore, Anthony J. Irving e Anthony R. Kampf in onore di Virgil Linus Goedken (1940-1992), chimico inorganico e cristallografo presso l'Università di Chicago e l'Università statale della Florida.

## Classificazione
La classica nona edizione della sistematica dei minerali di Strunz, aggiornata dall'Associazione Mineralogica Internazionale (IMA) fino al 2009, elenca la goedkenite nella classe "8. Fosfati, arseniati, vanadati" e da lì nella sottoclasse "8.B Fosfati, ecc., con anioni aggiuntivi, senza H2O"; questa viene suddivisa più finemente in base alla dimensione dei cationi coinvolti e al rapporto tra anione idrossile e gruppo RO4 (in questo caso R=P), in modo tale da trovare la goedkenite nella sezione "8.BG Con cationi di media e grande dimensione, (OH, ecc.):RO4 = 0,5:1" dove forma il sistema nº 8.BG.05 insieme ad arsentsumebite, arsenbrackebuschite, bearthite, brackebuschite, bushmakinite, calderónite, feinglosite, gamagarite, tokyoite e tsumebite.
Tale classificazione resta invariata anche nell'edizione successiva, proseguita dal database "mindat.org" e chiamata Classificazione Strunz-mindat, nella quale all'interno del sistema 8.BG.05 fanno la loro comparsa anche il minerale ferribushmakinite, un possibile analogo dell'arsenico della tokyoite e un minerale ancora senza nome designato come UM1994-19-PO:CuHMoPb.
Nella Sistematica dei lapis (Lapis-Systematik) di Stefan Weiß la goedkenite si trova nella classe dei "fosfati, arseniati e vanadati" e nella sottoclasse dei "fosfati anidri, con anioni estranei F,Cl,O,OH"; qui è nella sezione dei "cationi medi e grandi: Mg-Cu-Zn e Ca-Na-K-Ba-Pb; gruppo della brackebuschite" dove forma il sistema nº VII/B.24 insieme ad arsenbrackebuschite, arsentsumebite, bearthite, brackebuschite, bushmakinite, calderónite, canosioite, feinglosite, ferribushmakinite, gamagarite, grandaite, jamesite, lulzacite, tokyoite e tsumebite.
Anche nella classificazione dei minerali secondo Dana, utilizzata principalmente nel mondo anglosassone, sistema la goedkenite nella classe dei "fosfati, arseniati e vanadati" e nella sottoclasse dei "fosfati anidri ecc., con idrossile o alogeno con (A2+B2+)3(XO4)2Zq" dove forma il "gruppo della goedkenite" con il numero di sistema 41.10.04 insieme a gamagarite, bearthite e tokyoite.

## Abito cristallino
La goedkenite cristallizza nel sistema monoclino nel gruppo spaziale P21/m (gruppo nº 11) con le costanti di reticolo a = 8,45 Å, b = 5,74 Å, c = 7,26 Å e β = 113,7°, oltre ad avere 2 unità di formula per cella unitaria.

## Origine e giacitura
La goedkenite è un raro minerale secondario di origine idrotermale in fase avanzata in un complesso di pegmatite granitica. La paragenesi è con apatite carbonatica, bjarebyite, childrenite, goyazite, palermoite, quarzo, siderite e whitlockite.
La goedkenite è piuttosto rara ed è stata trovata solo nella sua località tipo, la miniera "Palermo #1" (43.7513°N 71.88956°W) presso Groton (Contea di Grafton, New Hampshire - Stati Uniti); a Skýcov (distretto di Zlaté Moravce) e nella cava di "Lupka" (nel distretto di Nitra), entrambi in Slovacchia; lungo la Costa Balzi Rossi presso Magliolo (Liguria, Italia).

## Forma in cui si presenta in natura
La goedkenite si presenta in cristalli a forma di losanga o di punta di lancia di dimensioni fino a 1 mm, appiattiti su {001} e leggermente allungati lungo [100]. Il minerale è trasparente con lucentezza da vitrea a semi vitrea; il colore è assente mentre lo striscio è bianco.